# Coupe de Pologne féminine de volley-ball
La Coupe de Pologne de volley-ball féminin est organisée par PLPS S.A. et PZPS, elle a été créée en 1932.

## Palmarès
| Année                                | Vainqueur                          | Score                                     | Finaliste                                        |
| ------------------------------------ | ---------------------------------- | ----------------------------------------- | ------------------------------------------------ |
| 1932                                 | AZS Varsovie                       |                                           | HKS Łódź                                         |
| 1933                                 | AZS Varsovie                       |                                           | YMCA Cracovie                                    |
| 1934                                 | AZS Varsovie                       |                                           | HKS Łódź                                         |
| 1935                                 | AZS Varsovie                       |                                           | AZS Lwów                                         |
| 1936                                 | AZS Varsovie                       |                                           | KPW Olsza Cracovie                               |
| 1937–1949 : Compétition non disputée |                                    |                                           |                                                  |
| 1950                                 | Spójnia Marymont Varsovie          |                                           | Unia Chemia Łódź                                 |
| 1951                                 | Spójnia Varsovie                   |                                           | Unia Łódź                                        |
| 1952                                 | Kolejarz Gdańsk                    |                                           | Unia Łódź                                        |
| 1953                                 | Kolejarz Gdańsk                    |                                           | Spójnia Varsovie                                 |
| 1954                                 | Kolejarz Gdańsk                    |                                           | Spójnia Varsovie                                 |
| 1955                                 | Stal Bielsko-Biała                 |                                           | Sparta Varsovie                                  |
| 1956–1959 : Compétition non disputée |                                    |                                           |                                                  |
| 1960                                 | Wisła Cracovie                     |                                           | Start Gdynia                                     |
| 1961                                 | Wisła Cracovie                     |                                           | Gwardia Wrocław                                  |
| 1962–1969 : Compétition non disputée |                                    |                                           |                                                  |
| 1970                                 | Start Łódź                         |                                           | AZS-AWF Varsovie                                 |
| 1971                                 | Start Łódź                         |                                           | Płomień Milowice                                 |
| 1972                                 | Start Łódź                         |                                           | AZS-AWF Varsovie                                 |
| 1973                                 | Kolejarz Katowice                  |                                           | Płomień Milowice                                 |
| 1974                                 | Start Łódź                         |                                           | Kolejarz Katowice                                |
| 1975                                 | Zawisza Sulechów                   |                                           | Start Łódź                                       |
| 1976                                 | ŁKS Łódź                           |                                           | Siarka Tarnobrzeg                                |
| 1977                                 | Kolejarz Katowice                  |                                           | BKS Stal Bielsko-Biała                           |
| 1978                                 | Start Łódź                         |                                           | Kolejarz Katowice                                |
| 1979                                 | BKS Stal Bielsko-Biała             |                                           | Start Łódź                                       |
| 1980 : Compétition non disputée      |                                    |                                           |                                                  |
| 1981                                 | Czarni Słupsk                      |                                           | Kolejarz Katowice                                |
| 1982                                 | ŁKS Łódź                           |                                           | Płomień Sosnowiec                                |
| 1983                                 | Start Łódź                         |                                           | Czarni Słupsk                                    |
| 1984                                 | Czarni Słupsk                      |                                           | Wisła Cracovie                                   |
| 1985                                 | Czarni Słupsk                      |                                           | Płomień Sosnowiec                                |
| 1986                                 | ŁKS Łódź                           |                                           | Czarni Słupsk                                    |
| 1987                                 | Czarni Słupsk                      |                                           | BKS Stal Bielsko-Biała                           |
| 1988                                 | BKS Stal Bielsko-Biała             |                                           | Czarni Słupsk                                    |
| 1989                                 | BKS Stal Bielsko-Biała             |                                           | Płomień Sosnowiec                                |
| 1990                                 | BKS Stal Bielsko-Biała             |                                           | Płomień Sosnowiec                                |
| 1991                                 | Czarni Słupsk                      |                                           | BKS Stal Bielsko-Biała                           |
| 1992                                 | Pałac Polfrost Bydgoszcz           |                                           | Czarni Słupsk                                    |
| 1993                                 | Chemik Police                      |                                           | Pałac Samsung Bydgoszcz                          |
| 1994                                 | Chemik Police                      |                                           | BKS Stal Bielsko-Biała                           |
| 1995                                 | Chemik Police                      |                                           | BKS Stal Bielsko-Biała                           |
| 1996                                 | Augusto Kalisz                     |                                           | Chemik Police                                    |
| 1997                                 | Dick Black Andrychów               |                                           | BKS Stal Bielsko-Biała                           |
| 1998                                 | Augusto Kalisz                     |                                           | BKS Stal Bielsko-Biała                           |
| 1999                                 | Augusto Kalisz                     |                                           | Melnox Autopart Lobo Mielec                      |
| 2000                                 | PTPS Nafta Piła                    |                                           | Melnox Autopart Lobo Mielec                      |
| 2001                                 | Centrostal Bydgoszcz               |                                           | BKS Stal Bielsko-Biała                           |
| 2002                                 | PTPS Nafta-Gaz Piła                | 3 - 2 (25-21, 25-17, 23-25, 20-25, 15-5)  | BKS Stal Bielsko-Biała                           |
| 2003                                 | PTPS Nafta-Gaz Piła                | 3 - 0 (25-20, 26-24, 25-15)               | Gwardia Wrocław                                  |
| 2004                                 | BKS Stal Bielsko-Biała             | 3 - 0 (25-19, 25-16, 25-19)               | Gwardia Wrocław                                  |
| 2005                                 | Centrostal Bydgoszcz               | 3 - 1 (25-23, 21-25, 25-16, 25-22)        | Winiary Kalisz                                   |
| 2006                                 | BKS Stal Bielsko-Biała             | 3 - 0 (25-23, 25-21, 25-18)               | PTPS Nafta-Gaz Piła                              |
| 2007                                 | Winiary Kalisz                     | 3 - 2 (16-25, 21-25, 25-22, 25-22, 15-8)  | BKS Aluprof Bielsko-Biała                        |
| 2008                                 | PTPS Farmutil Piła                 | 3 - 0 (25-23, 25-23, 25-17)               | Winiary-Bakalland Kalisz                         |
| 2009                                 | BKS Aluprof Bielsko-Biała          | 3 - 0 (25-15, 25-21, 25-20)               | Muszynianka Fakro Muszyna                        |
| 2010                                 | Organika Budowlani Łódź            | 3 - 1 (25-22, 25-20, 22-25, 25-20)        | Bank BPS Muszynianka Fakro Muszyna               |
| 2011                                 | Bank BPS Muszynianka Fakro Muszyna | 3 - 2 (23-25, 25-22, 28-30, 25-23, 15-9)  | BKS Aluprof Bielsko-Biała                        |
| 2012                                 | Tauron MKS Dąbrowa Górnicza        | 3 - 1 (20-25, 25-18, 25-20, 26-24)        | Atom Trefl Sopot                                 |
| 2013                                 | Tauron MKS Dąbrowa Górnicza        | 3 - 2 (26-24, 25-20, 21-25, 23-25, 17-15) | Atom Trefl Sopot                                 |
| 2014                                 | KPS Chemik Police                  | 3 - 0 (25-15, 27-25, 25-17)               | Polski Cukier Muszynianka Fakro Bank BPS Muszyna |
| 2015                                 | PGE Atom Trefl Sopot               | 3 - 2 (17-25, 25-18, 25-10, 19-25, 15-12) | KPS Chemik Police                                |
| 2016                                 | KPS Chemik Police                  | 3 - 1 (19-25, 25-13, 25-21, 26-24)        | PGE Atom Trefl Sopot                             |
| 2017                                 | KPS Chemik Police                  | 3 - 0 (25-23, 25-16, 25-16)               | Grot Budowlani Łódź                              |
| 2018                                 | Grot Budowlani Łódź                | 3 - 0 (25-20, 25-17, 25-20)               | ŁKS Commercecon Łódź                             |
| 2019                                 | KPS Chemik Police                  | 3 - 0 (25-23, 25-21, 25-22)               | Developres SkyRes Rzeszów                        |
| 2020                                 | Grupa Azoty Chemik Police          | 3 - 2 (21-25, 25-20, 19-25, 25-23, 15-13) | Developres SkyRes Rzeszów                        |
| 2021                                 | Grupa Azoty Chemik Police          | 3 - 1 (23-25, 25-21, 25-18, 25-18)        | Grot Budowlani Łódź                              |
| 2022                                 |                                    |                                           |                                                  |

## Bilan par club
| Club                   | Titres | Ville            | Année(s)                                             |
| ---------------------- | ------ | ---------------- | ---------------------------------------------------- |
| KPS Chemik Police      | 9      | Police           | 1993, 1994, 1995, 2014, 2016, 2017, 2019, 2020, 2021 |
| BKS Stal Bielsko-Biała | 8      | Bielsko-Biała    | 1955, 1979, 1988, 1989, 1990, 2004, 2006, 2009       |
| Start Łódź             | 6      | Łódź             | 1970, 1971, 1972, 1974, 1978, 1983                   |
| AZS Varsovie           | 5      | Varsovie         | 1932, 1933, 1934, 1935, 1936                         |
| Czarni Słupsk          | 5      | Słupsk           | 1981, 1984, 1985, 1987, 1991                         |
| SSK Calisia Kalisz     | 4      | Kalisz           | 1996, 1998, 1999, 2007                               |
| PTPS Piła              | 4      | Piła             | 2000, 2002, 2003, 2008                               |
| Gedania Gdańsk         | 3      | Gdańsk           | 1952, 1953, 1954                                     |
| ŁKS Łódź               | 3      | Łódź             | 1976, 1982, 1986                                     |
| KS Pałac Bydgoszcz     | 3      | Bydgoszcz        | 1992, 2001, 2005                                     |
| Spójnia Varsovie       | 2      | Varsovie         | 1950, 1951                                           |
| Wisła Cracovie         | 2      | Cracovie         | 1960, 1961                                           |
| Kolejarz Katowice      | 2      | Katowice         | 1973, 1977                                           |
| Budowlani Łódź         | 2      | Łódź             | 2010, 2018                                           |
| MKS Dąbrowa Górnicza   | 2      | Dąbrowa Górnicza | 2012, 2013                                           |
| Zawisza Sulechów       | 1      | Sulechów         | 1975                                                 |
| Dick Black Andrychów   | 1      | Andrychów        | 1997                                                 |
| Muszynianka Muszyna    | 1      | Muszyna          | 2011                                                 |
| Atom Trefl Sopot       | 1      | Sopot            | 2015                                                 |